# Krąg z Krzyżowej

Emblemat Kręgu z Krzyżowej

Krąg z Krzyżowej (niem. Kreisauer Kreis) – grupa stanowiąca część niemieckiej opozycji antyhitlerowskiej, działająca w Krzyżowej (niem. Kreisau) w czasie II wojny światowej. Skupiała opozycjonistów z różnych grup społecznych, wyznaniowych i orientacji politycznych. Opozycjoniści z Kręgu z Krzyżowej zasłużyli się jako obrońcy demokracji i praw człowieka, oraz dali przykład porozumiewania się i owocnej współpracy mimo różnic światopoglądowych i religijnych. Nazwa została nadana przez Gestapo, nie była używana przez jej członków.
Grupa Krąg z Krzyżowej powstawała od 1940 w Krzyżowej z inicjatywy Helmuta Jamesa von Moltkego i Petera Yorcka von Wartenburga.

## Cele organizacji

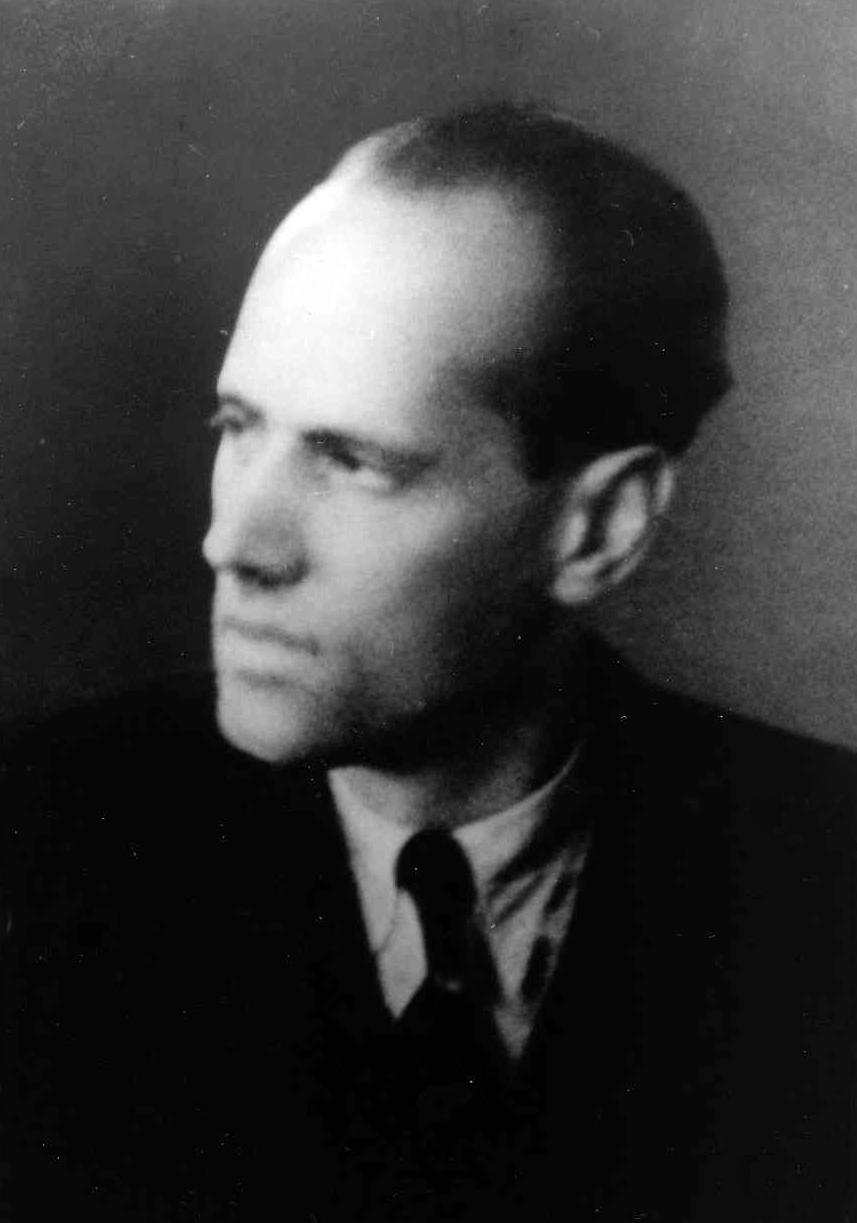
Helmuth James Graf von Moltke

Lato 1940: Niemcy upojone zwycięstwem. W tym czasie Helmuth James Graf von Moltke sformułował dokument o państwie („małe wspólnoty”) i rozpoczął współpracę z Yorckiem von Wartenburg, Horstem von Einsiedel, Ottonem Heinrichem von der Gablenz, Adolfem Reichwein (grupa inicjatywna Kręgu z Krzyżowej).
Później dołączyli do nich inni o różnorodnej orientacji politycznej i religijnej. Do najściślejszego grona Kręgu należało pod koniec (1944/45) około 20 osób. Oprócz nich istnieli dalsi współpracownicy i osoby zorientowane w istnieniu grupy, którzy ze względów bezpieczeństwa mieli ograniczoną wiedzę na temat całościowej działalności Koła.
Punktem wyjściowym tej pracy była myśl, że wywołana wojna doprowadzi do klęski reżimu Adolfa Hitlera. Dyskutowano społeczny i państwowy ład w Niemczech po upadku reżimu.
Na początku Krzyżowianom chodziło o rozwinięcie modelu przyszłej formy państwa i znalezienie odpowiedzialnych osób, które zaangażowałyby się w tworzenie nowego ładu.
Kilku Krzyżowian popierało później (od 1943 do 1944) także mord tyranów (zamach na Hitlera) względnie szukało kontaktów z innymi organizacjami, na przykład takimi jak 20 lipca. Grupa oficerów wojskowych z Clausem von Stauffenbergiem przeprowadziła 20 lipca 1944 nieudany zamach na Hitlera.

### Odbudowa Niemiec po upadku dyktatury
Uzgodniono, że przede wszystkim robotnicy i Kościoły mieliby przejąć to zadanie. Dlatego próbowano zaangażować do uczestnictwa w pracach nad planowaniem osoby z tych kręgów (na przykład Mierendorff, Leber jako przedstawiciel robotników, Konrad Graf von Preysing, biskup Berlina jako przedstawiciel Kościoła katolickiego).

### Europa i polityka zagraniczna
Polityka zagraniczna oznaczała dla Krzyżowian ograniczenie suwerenności narodowej Niemiec i politykę europejską na bazie federacyjnej. Nowy ład Niemiec był ściśle związany z polityką europejską. Dlatego Krzyżowianie ciągle szukali kontaktów z grupami oporu w innych państwach europejskich. Dalszym ważnym punktem rozważań było pojednanie z zachodnimi i ze wschodnimi sąsiadami Niemiec.

### Odbudowa państwa i gospodarki
U podstaw programu odbudowy leżało „chrześcijańskie oblicze ludzkości”. Wyobrażano sobie państwo zbudowane na „małych wspólnotach” z własnym samorządem, polegającym na poczuciu odpowiedzialności i centralnym sterowaniu gospodarką, związkami zawodowymi i upaństwowieniu górnictwa, przemysłu ciężkiego i gospodarki energetycznej.

### Prawa człowieka
W podstawowych tezach Kręgu z Krzyżowej prawa człowieka mają czołowe znaczenie. Hasła: wolność sumienia, stabilność prawna, minimum egzystencjalne, prawo do pracy i własności przewijały się w programie odbudowy Koła.

### Rola Kościołów i chrześcijaństwa
Moltke szukał – jako protestant – już na samym początku kontaktów z katolikami. W „chrześcijaństwie” widział przeciwwagę do reżimu nazistowskiego. Dlatego dążył do współpracy z przeciwnikami reżimu w kręgach kościelnych, na przykład z biskupem berlińskim Konradem von Preysing i z jezuitami.

## Najważniejsi współpracownicy Kręgu z Krzyżowej
Do ścisłego Kręgu należało około 20 osób, reprezentowane było prawie całe polityczne spektrum epoki Weimarskiej, przeważali urzędnicy (zobowiązani do służby lub zwolnieni przez reżim), ale także socjaliści, politycy, pedagodzy, katolicy i protestanci.
- Helmuth James Graf von Moltke – siła napędowa Kręgu
- Peter Graf Yorck von Wartenburg
- Adam von Trott zu Solz
- Adolf Reichwein
- Alfred Delp
- Carlo Mierendorff
- Julius Leber

## Pochodzenie nazwy

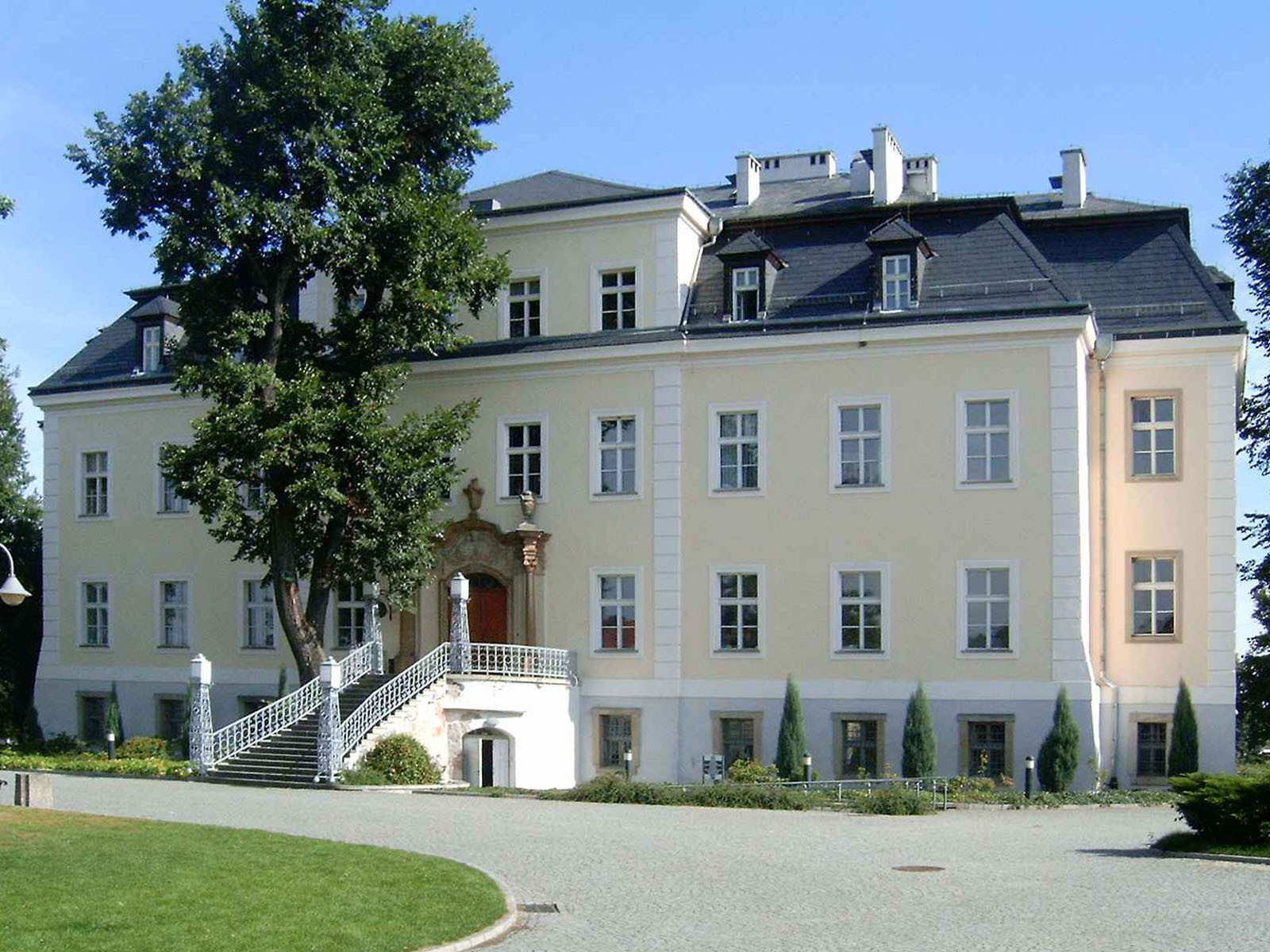
Pałac Helmutha Jamesa Grafa von Moltke w Krzyżowej

Nazwa Krąg z Krzyżowej stworzona została przez Gestapo. Trzy najważniejsze spotkania Krzyżowian w latach 1942 i 1943 odbyły się właśnie na terenie majątku Helmutha Jamesa Grafa von Moltke w Krzyżowej na Dolnym Śląsku, a Moltke uchodzi za główną postać Kręgu. Spotkań nie nagłaśniano, żeby nie wzbudzać podejrzeń, miały one charakter zjazdów rodzinnych lub koleżeńskich. Zbierano się w domu na wzgórzu, mieszkaniu Moltkego. Krzyżowiacy spotykali się również w innych miejscach (na przykład w Berlinie).
Wioska Krzyżowa liczy obecnie 200 mieszkańców, od 1945 należy do Polski. Od czasów powojennych do zmian ustrojowych w 1989 na terenie majątku Moltkego działał PGR. Teren pałacu jest wykorzystywany teraz przez Fundację Krzyżowa dla Porozumienia Europejskiego jako miejsce zbliżenia polsko-niemieckiego.

## Opozycja i ruch oporu
Główne działania podejmowane przez Krąg z Krzyżowej:
- Podjęcie współpracy z biskupami, aby spowodować krytyczne nastawienie społeczeństwa do reżimu
- Wypracowanie programu „podstawy odnowy państwa” po porażce Hitlera
- Współpraca z politykami, dziennikarzami i ambasadorami za granicą (Anglia, Holandia, Skandynawia). Moltke próbował przekonać ich między innymi o błędnej polityce reżimu. Obawiał się, że zagranica nie ocenia właściwie niebezpieczeństwa jakim jest Hitler. Później chodziło o planowanie nowego ładu po wojnie – w ramach europejskich.
- Moltke (poza działalnością w Kręgu) pracował od września 1939 roku – zobowiązany do służby – w komendanturze głównej Wehrmachtu w Berlinie w dziale urzędu zagranica/opór. Próbował tam zapobiegać, odraczać i łagodzić decyzje reżimu, które „odczuwał jako odrażające”. Jego pozycja nie dawała mu możliwości wydawania rozkazów, był uprawniony tylko do wydawania opinii:
  - o zapobieganiu rozprzestrzeniania się Wojny (Front Zachodni)
  - przeciwko naruszeniu neutralności Belgii i Holandii
  - o przestrzeganiu prawa wojennego i międzynarodowego (na przykład w odniesieniu do traktowania jeńców wojennych)

W listopadzie 1942 roku Moltke usłyszał sprawozdanie o obozach koncentracyjnych, w których Żydzi mordowani byli za pomocą gazu. Ale nie miał na to wpływu, bo jego urząd zagranica/wywiad głównej komendantury Wehrmachtu nie był za to odpowiedzialny, lecz SS.
Jako pracownik urzędu Abwehry (czyli wywiadu) odbywał częste podróże, uzasadnione oficjalnymi niby zleceniami: do Belgii, Holandii, Norwegii, Polski, także do neutralnej Szwecji i Turcji. Szukał kontaktów i znajdował tam je z przywódcami konspiracji, aby opowiadać, jak wygląda sytuacja w Niemczech i że istnieje tam też ruch oporu.
Sprzeciwy wobec rozkazów niezgodnych z prawem międzynarodowym zdradziły Moltkego. W styczniu 1944 aresztowany został przez Gestapo.

## Inne grupy oporu
Inne grupy oporu – jak na przykład te, które rekrutowały zwolenników z kręgów wojska niemieckiego (wokół Clausa Schenka Grafa von Stauffenberg) – próbowały obalić system poprzez zamordowanie Hitlera (mord tyranów). Zamach 20 lipca 1944 nie udał się.
Zaraz po nim ruszyła fala prześladowań, w czasie której aresztowanych i straconych zostało wielu współpracowników Kręgu z Krzyżowej, chociaż wielu „Krzyżowian” – szczególnie Moltke – sprzeciwiało się mordowaniu tyranów.
Dalsze grupy oporu: socjaldemokraci i komuniści lub chrześcijanie też przeprowadziły pojedyncze akcje.

## Zbiór cytatów
„W Niemczech opozycja i opór przeciw narodowosocjalistycznej dyktaturze nie były w owym czasie skuteczne, ale mimo tego, na pewno nie były daremne. W Polsce, w sprzeciwie wobec dyktatury stalinowskiej, skutecznymi były.”

(Freya von Moltke, 1997)
„Planowaliśmy w Krzyżowej ośrodek pojednania i porozumienia. Pomimo jednak wcześniejszych prób, zdawaliśmy sobie sprawę, że jest wielce niepewne, czy rząd polski zezwoli nam na podjęcie jakichkolwiek działań w Krzyżowej. Wszak w krajach obozu socjalistycznego obowiązywała wersja, że istniał przecież tylko jeden ruch oporu przeciwko nazistowskim Niemcom – komunistyczny mianowicie.”

(Wim Ph. Leenmann, do 1996 członek Rady Fundacji)

### Hasło „Europa” (obywatel i państwo)
„Myślę, że jest to nie do przyjęcia w porządku europejskim, że każdy z osobna człowiek jest wyizolowany i nastawiony na wielką wspólnotę, państwo. Odosobnienie odpowiada masie; człowiek staje w ten sposób częścią masy. W stosunku do tej dużej wspólnoty, państwa lub jeszcze większych wspólnot, tylko ten będzie miał prawdziwe poczucie odpowiedzialności, kto w małych wspólnotach w jakiejkolwiek formie ponosi odpowiedzialność. W przeciwnym razie rozwija się u tych, którzy poddają się rządzeniu, uczucie, że nikomu nie są winni odpowiedzialności poza klasą rządzących. – Takie tendencje mogą być stosowne w Rosji lub w krajach azjatyckich; porządek europejski jednak z nich nie wyrośnie”

(von Moltke, z „Małe wspólnoty”, 1939/40)
„Myślę więc, że dla porządku europejskiego (…) konieczne jest, żeby w każdym z osobna obudzić uczucie odpowiedzialności za wszystko, co się dzieje; wynika z tego, że uważam za najlepszą tę organizację administracyjną, która zapewnia każdemu z osobna najszerszą swobodę działania dla uruchomienia poczucia odpowiedzialności i pędu w pomaganiu innym, i że także poza czystym sektorem administracyjnym godnym celem wydaje mi się duża ilość małych wspólnot. Nie znaczy to, że jestem zwolennikiem zamykania się w ciasnych kręgach stowarzyszenia. Związki, które mają na celu zaspokojenie własnych życzeń nie są stworzone po to, by umacniać świadomość odpowiedzialności każdego za wszystkich innych...”

(von Moltke, z „Małe wspólnoty”, 1939/40)

### Hasło „Fundacja”
„Myślę, że Krzyżowa – tak jak przewidziano – mimo wysokich progów zamku i towarzyszących mu obiektów nadal oddziałuje na okolicę, bo Krzyżowa w Krzyżowej bez Krzyżowej, Fundacja we wsi bez Wsi, moim zdaniem, nie miałaby szans powodzenia...”

(ksiądz Bolesław Kałuża)